# Diócesis de Salina
La diócesis de Salina (en latín: Dioecesis Salinensis y en inglés: Roman Catholic Diocese of Salina) es una circunscripción eclesiástica de la Iglesia católica en Estados Unidos. Se trata de una diócesis latina, sufragánea de la arquidiócesis de Kansas City. Desde el 13 de junio de 2018 su obispo es Gerald Lee Vincke.

## Territorio y organización

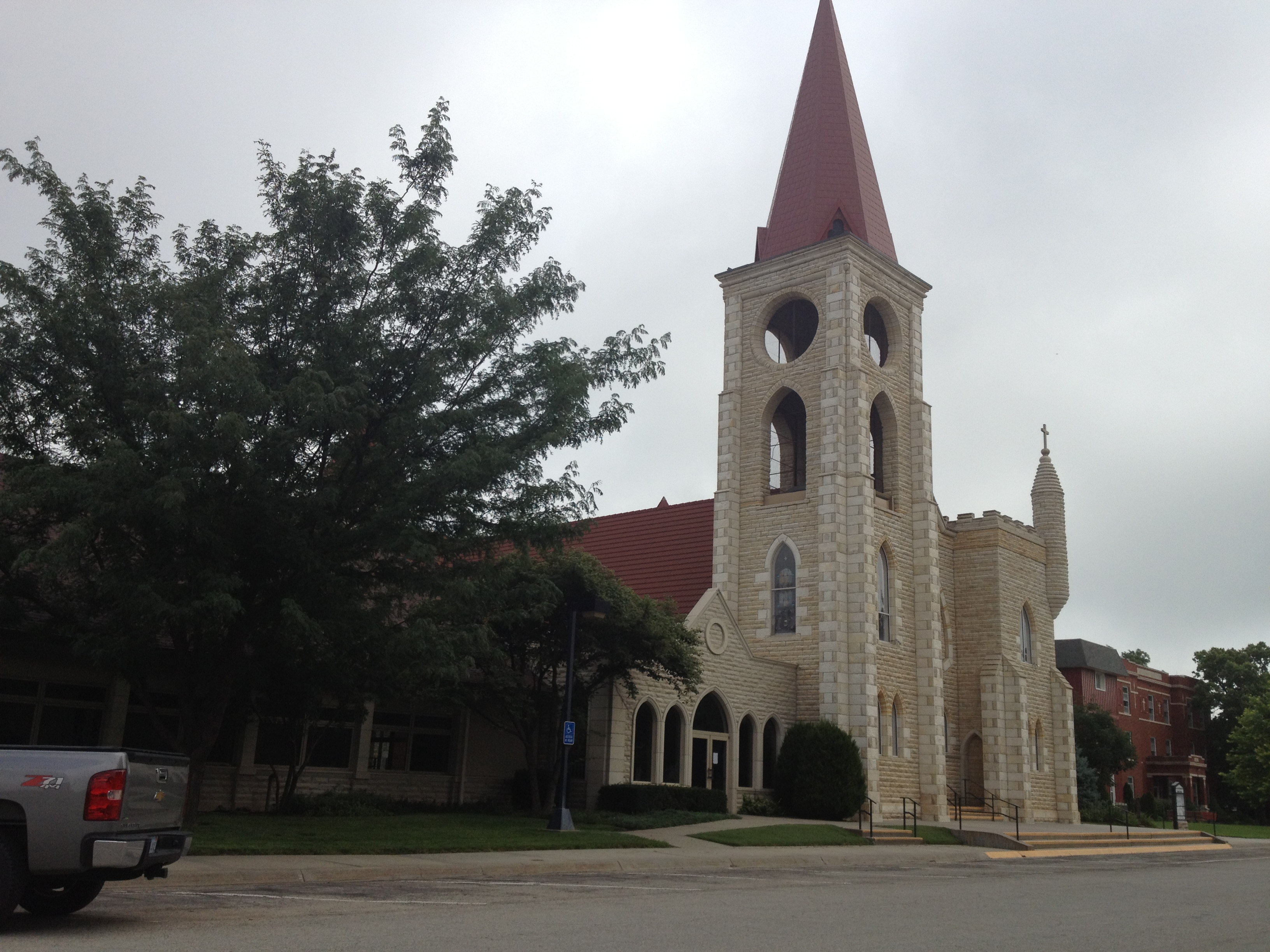
Excatedral de Nuestra Señora del Perpetuo Socorro, en Concordia

La diócesis tiene 69 114 km² y extiende su jurisdicción sobre los fieles católicos de rito latino residentes en 30 condados del estado de Kansas: Cheyenne, Clay, Cloud, Decatur, Dickinson, Ellis, Geary, Gove, Graham, Jewell, Lincoln, Logan, Mitchell, Norton, Osborne, Ottawa, Phillips, Rawlins, Republic, Riley, Rooks, Russell, Saline, Sheridan, Sherman, Smith, Thomas, Trego, Wallace y Washington.

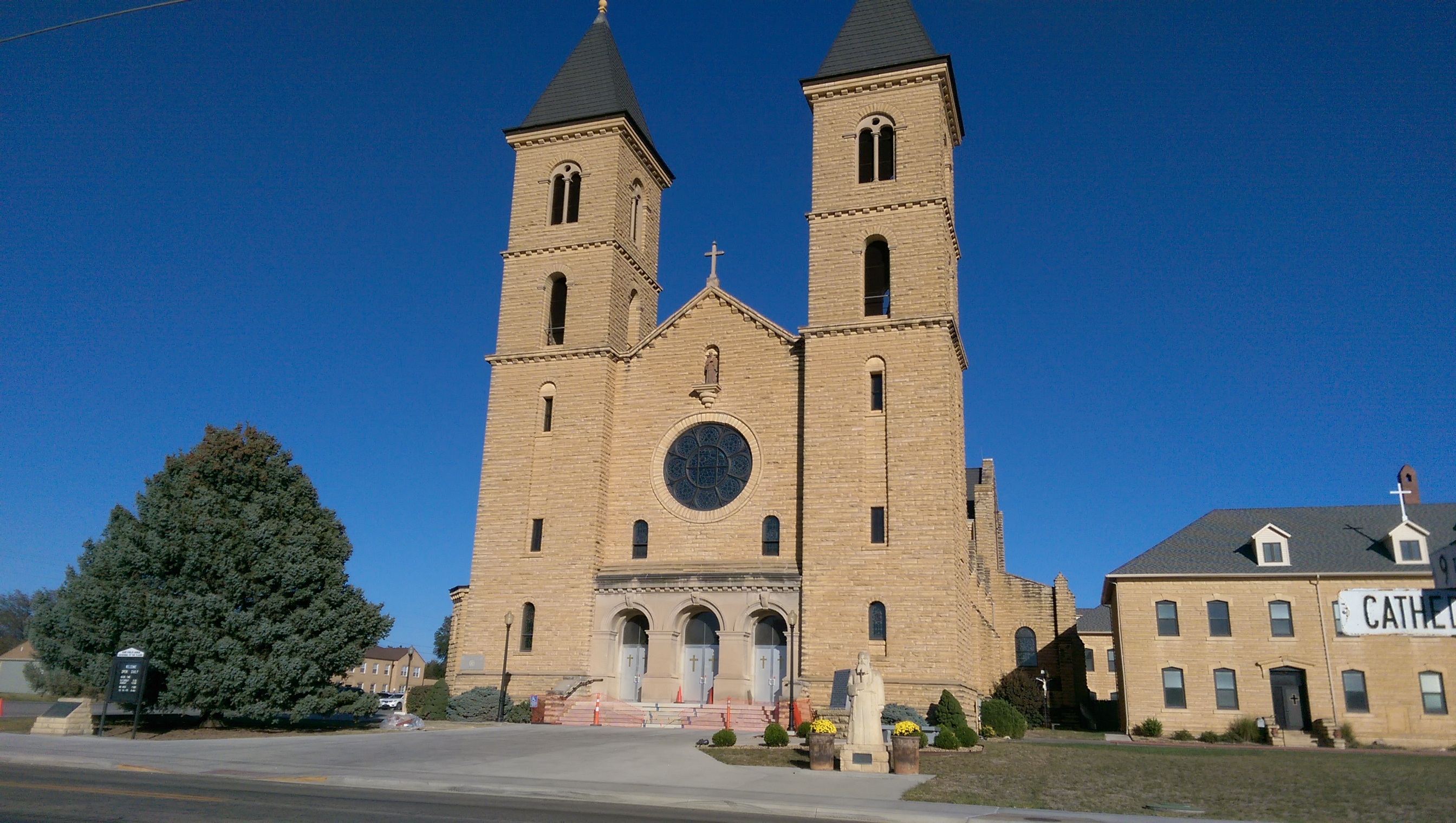
Basílica de San Fidel, en Victoria

La sede de la diócesis se encuentra en la ciudad de Salina, en donde se halla la Catedral del Sagrado Corazón. En Concordia se halla la excatedral de Nuestra Señora del Perpetuo Socorro y en Victoria la basílica de San Fidel, conocida como la «catedral de las Llanuras».

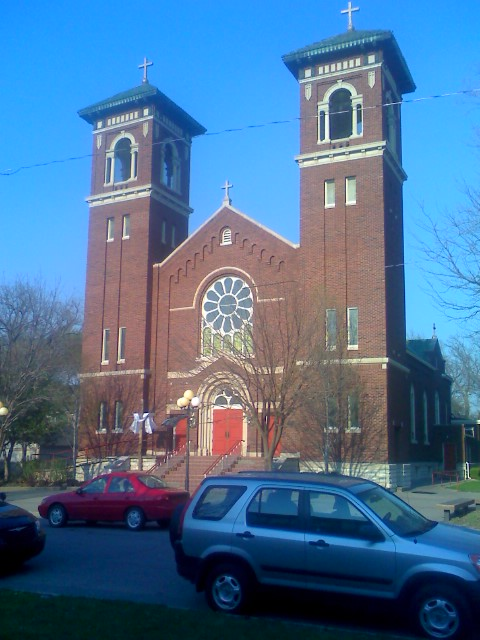
Iglesia de los Siete Dolores, en Manhattan

En 2022 en la diócesis existían 85 parroquias.

## Historia

### Antecedentes
La diócesis de Concordia fue erigida el 2 de agosto de 1887.

### Diócesis de Salina
El 23 de diciembre de 1944 el papa Pío XII trasladó la sede de Concordia a Salina y la renombró diócesis de Salina. Francis Agustine Thill retuvo el cargo de obispo y durante su mandato erigió o remodeló 25 iglesias, 10 escuelas, 11 rectorías, 9 conventos y 6 capillas. También ordenó a 35 sacerdotes.
La diócesis fue sufragánea de la arquidiócesis de San Luis hasta el 9 de agosto de 1952, cuando pasó a formar parte de la nueva provincia eclesiástica de Kansas City.
El 29 de diciembre de 1962, mediante de la carta apostólica Firmissima Christianis el papa Juan XXIII proclamó a la Santísima Virgen María del Perpetuo Socorro patrona principal de la diócesis, y a san Francisco de Asís patrono secundario.

## Estadísticas
Según el Anuario Pontificio 2023 la diócesis tenía a fines de 2022 un total de 36 955 fieles bautizados.
| Año                                                                             | Población            | Población | Población      | Sacerdotes | Sacerdotes    | Sacerdotes    | Bautizados por sacerdote | Diáconos permanentes | Religiosos | Religiosos | Parroquias |
| Año                                                                             | Bautizados católicos | Total     | % de católicos | Total      | Clero secular | Clero regular | Bautizados por sacerdote | Diáconos permanentes | Varones    | Mujeres    | Parroquias |
| ------------------------------------------------------------------------------- | -------------------- | --------- | -------------- | ---------- | ------------- | ------------- | ------------------------ | -------------------- | ---------- | ---------- | ---------- |
| 1950                                                                            | 40 848               | 316 821   | 12.9           | 120        | 80            | 40            | 340                      |                      | 44         | 500        | 99         |
| 1966                                                                            | 57 496               | 336 219   | 17.1           | 147        | 92            | 55            | 391                      |                      | 50         | 546        | 101        |
| 1970                                                                            | 58 211               | 336 725   | 17.3           | 136        | 85            | 51            | 428                      |                      | 55         | 477        | 100        |
| 1976                                                                            | 58 475               | 331 841   | 17.6           | 109        | 69            | 40            | 536                      |                      | 45         | 394        | 98         |
| 1980                                                                            | 60 145               | 327 903   | 18.3           | 103        | 67            | 36            | 583                      |                      | 41         | 345        | 98         |
| 1990                                                                            | 58 696               | 336 600   | 17.4           | 86         | 61            | 25            | 682                      |                      | 27         | 280        | 95         |
| 1999                                                                            | 51 779               | 321 132   | 16.1           | 85         | 70            | 15            | 609                      |                      | 1          | 221        | 92         |
| 2000                                                                            | 49 058               | 320 475   | 15.3           | 80         | 64            | 16            | 613                      |                      | 16         | 212        | 92         |
| 2001                                                                            | 50 113               | 318 359   | 15.7           | 78         | 67            | 11            | 642                      |                      | 12         | 222        | 92         |
| 2002                                                                            | 49 246               | 325 112   | 15.1           | 69         | 66            | 3             | 713                      |                      | 3          | 211        | 92         |
| 2003                                                                            | 48 510               | 325 112   | 14.9           | 80         | 66            | 14            | 606                      |                      | 14         | 205        | 92         |
| 2004                                                                            | 46 737               | 318 145   | 14.7           | 74         | 64            | 10            | 631                      |                      | 10         | 198        | 88         |
| 2010                                                                            | 48 255               | 342 000   | 14.1           | 76         | 60            | 16            | 634                      | 7                    | 16         | 151        | 83         |
| 2014                                                                            | 41 327               | 340 175   | 12.1           | 67         | 50            | 17            | 616                      | 16                   | 17         | 129        | 84         |
| 2017                                                                            | 44 369               | 337 072   | 13.2           | 71         | 52            | 19            | 624                      | 18                   | 19         | 74         | 86         |
| 2020                                                                            | 40 056               | 337 072   | 11.9           | 67         | 49            | 18            | 597                      | 19                   | 18         | 97         | 86         |
| 2022                                                                            | 36 955               | 318 530   | 11.6           | 73         | 57            | 16            | 506                      | 20                   | 17         | 59         | 85         |
| Fuente: Catholic-Hierarchy, que a su vez toma los datos del Anuario Pontificio. |                      |           |                |            |               |               |                          |                      |            |            |            |

## Episcopologio

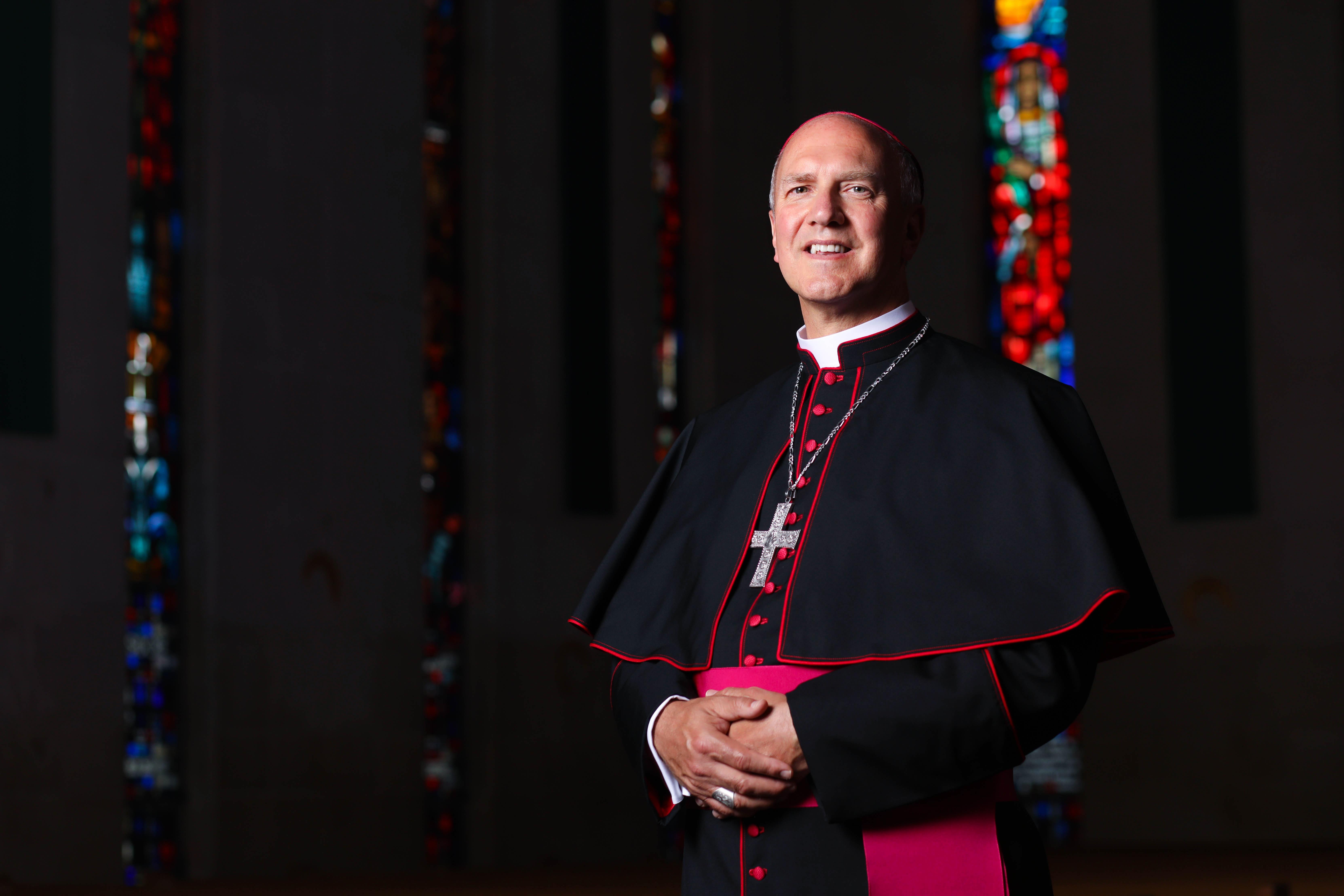
Gerald Lee Vincke, obispo de Salina desde el 13 de junio de 2018

- Francis Agustine Thill † (23 de diciembre de 1944-21 de mayo de 1957 falleció)
- Frederick William Freking † (10 de octubre de 1957-30 de diciembre de 1964 nombrado obispo de La Crosse)
- Cyril John Vogel † (14 de abril de 1965-4 de octubre de 1979 falleció)
- Daniel William Kucera, O.S.B. † (5 de marzo de 1980-20 de diciembre de 1983 nombrado arzobispo de Dubuque)
- George Kinzie Fitzsimons † (28 de marzo de 1984-21 de octubre de 2004 retirado)
- Paul Stagg Coakley (21 de octubre de 2004-16 de diciembre de 2010 nombrado arzobispo de Oklahoma City)
- Edward Joseph Weisenburger (6 de febrero de 2012-3 de octubre de 2017 nombrado obispo de Tucson)
- Gerald Lee Vincke, desde el 13 de junio de 2018